# Chapelle d'Astérius
Vous lisez un « bon article » labellisé en 2023.
La chapelle d'Astérius est un petit édifice chrétien souterrain daté des Ve – VIe siècles et désormais situé à l'intérieur du parc archéologique des thermes d'Antonin au sein du site archéologique de Carthage, en Tunisie.
L'édifice – dont la fonction est inconnue, même si les spécialistes pensent qu'il devait avoir une fonction à la fois liturgique et funéraire – était auparavant situé sur le plateau de Sayda, anciennement connu sous le nom de « colline de sainte-Monique ». Le monument était localisé au cœur d'un secteur qui a livré tout à la fois une nécropole tardive et des édifices aux fonctions cultuelles. C'est un témoin de l'époque charnière entre l'époque du royaume vandale et la reconquête byzantine de l'actuelle Tunisie.
Lors des fouilles dans les années 1950, il est décidé de le déplacer dans le parc archéologique étant donné son état de conservation, afin que le décor de mosaïques ne soit pas perdu à cause des aménagements urbanistiques du secteur de la ville.

## Localisation

Plan général des éléments visitables du site archéologique de Carthage, la chapelle est située désormais entre le no 14 (nécropole punique) et le no 15 (thermes d'Antonin).

La chapelle d'Astérius est située à l'intérieur du parc archéologique des thermes d'Antonin mais provient d'une fouille dans le quartier du lycée de Carthage, au nord-est de la ville, la colline de Sainte-Monique Sayda,.

## Histoire

### Histoire antique

#### Histoire du secteur de la ville antique

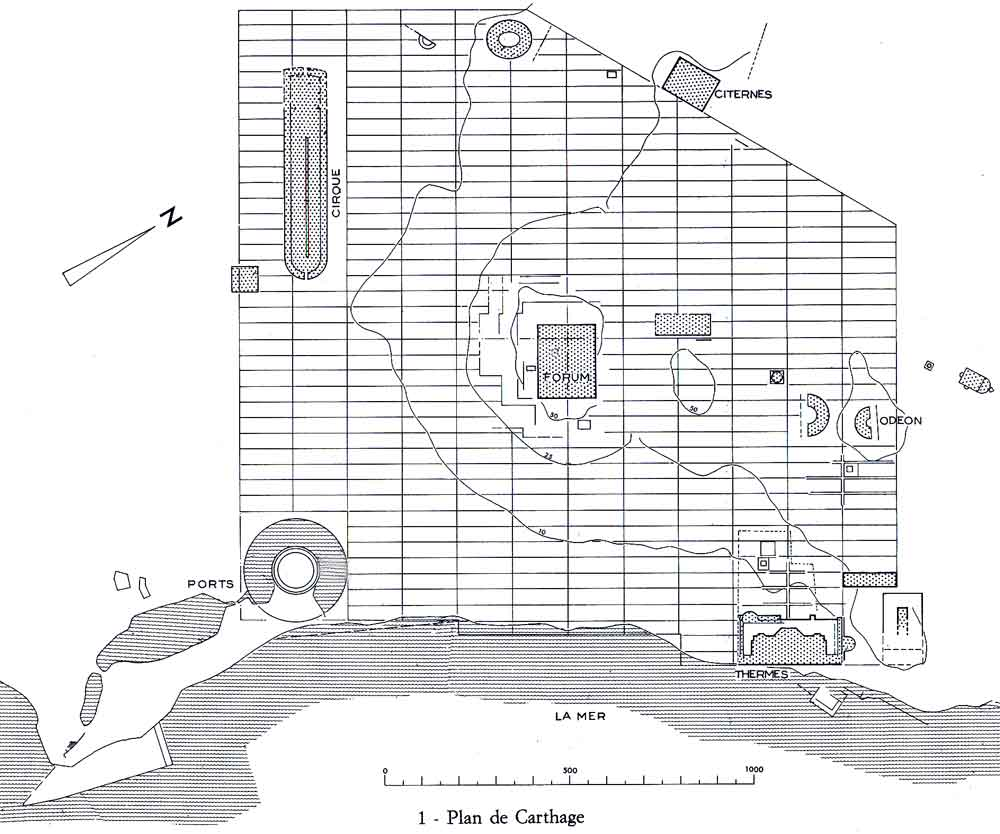
Plan de la Carthage romaine avec la trame urbaine mise en place.

L'urbanisation du secteur est « tardive mais régulière ».
L'espace dans lequel est trouvée la chapelle est situé à la périphérie de la ville antique, comme nombre d'édifices chrétiens. La chapelle est découverte dans une nécropole byzantine, qui comportait peut-être une église.
Les sépultures de la nécropole étaient des fosses recouvertes de dalles. La nécropole était entourée d'un mur d'enceinte qui a pu être reconnu en partie. Plusieurs tombes ont été fouillées, dont un caveau peint et stuqué et une autre qui comportait un sarcophage en marbre contenant un cercueil en plomb. Une autre chapelle funéraire, dite de Rédemptus, mesurant 4 m sur 6,50 m, était peu décorée. Le nom du propriétaire de la chapelle est retrouvé sur le sarcophage.

#### Proximité de l'édifice avec un complexe cultuel

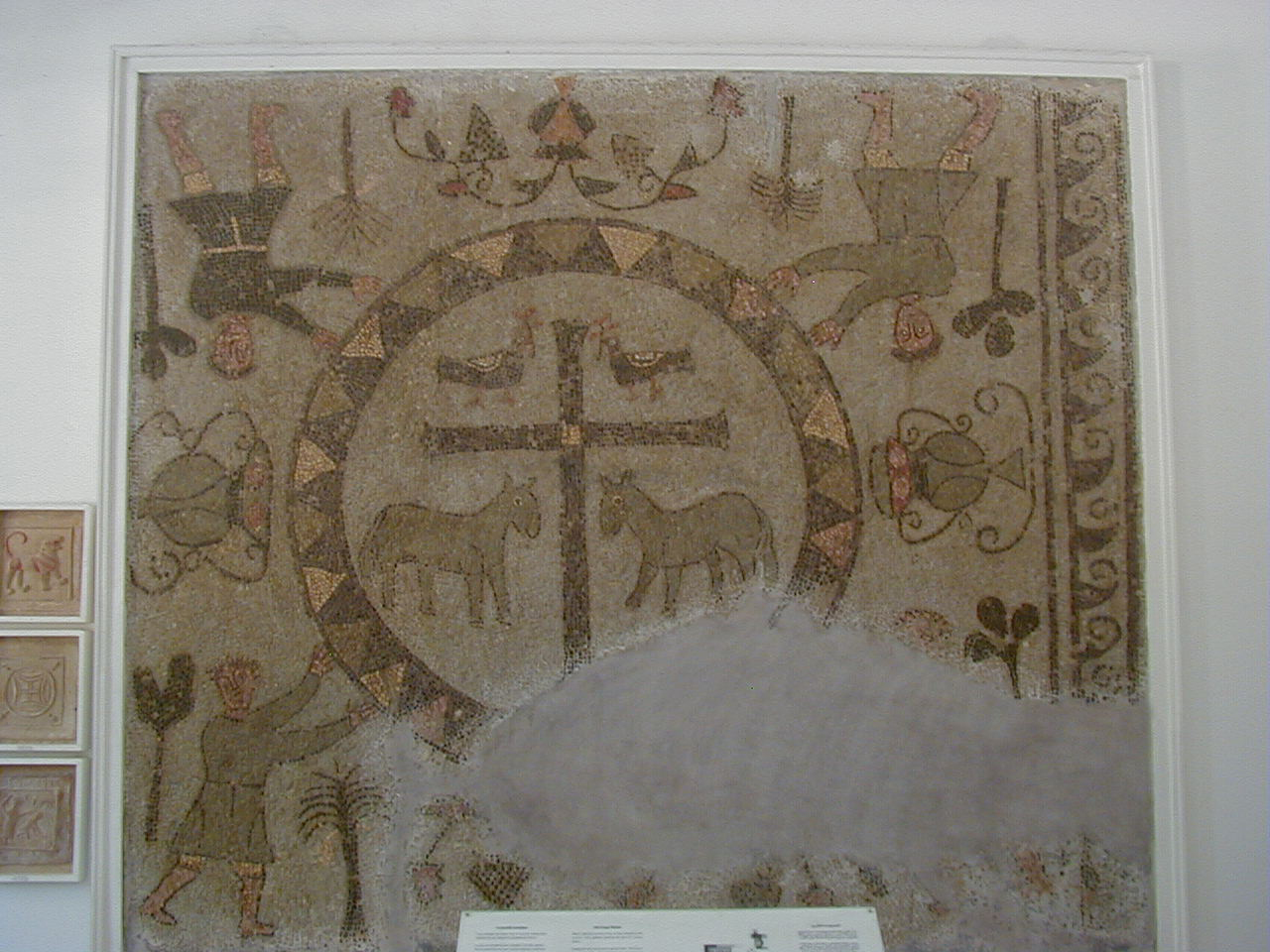
Mosaïque dite des quatre évangélistes, trouvée dans la maison du vicus castrorum.

Un ensemble cultuel, dont quatre salles ont été fouillées parmi lesquelles une salle souterraine, était situé à proximité de la chapelle. Le complexe a été daté de la seconde moitié du Ve siècle à partir de monnaies. Un baptistère était présent, et l'une des salles comportait des peintures représentant des saints. Des graffitis chrétiens ont été retrouvés.
L'espace est réaménagé par la suite avec un décor plus somptueux, avec des mosaïques de sol et des stucs ou des peintures sur les murs, et parfois du marbre. Des salles datées du VIe siècle existaient en surface.
Le baptistère, alimenté par un puits, est « la partie la plus remarquable de l'ensemble » : de forme quadrilobée, avec un accès par des marches sur le côté nord-ouest. Les alvéoles étaient mosaïquées et le fond de la cuve était recouvert de marbre. Un ciborium et un baldaquin recouvraient le baptistère. Un chancel isolait le secteur du reste de la pièce. La zone du baptistère comportait des figures peintes munies de nimbes dont l'une a pu être identifiée, Saturus, l'un des compagnons de Perpétue et Félicité. La basilique Majorum était consacrée à ces martyrs, et il en était peut-être de même pour l'édifice.
Une habitation du secteur, celle dite du vicus castrorum, située non loin de la Kobba Bent el Rey, a livré la mosaïque dite des Quatre Évangélistes et une autre a livré la mosaïque connue comme la Dame de Carthage.

#### Histoire de l'édifice
L'édifice possède la même orientation que la trame urbaine de la ville. Il a peut-être réutilisé une citerne, et la voûte a été réalisée avant les aménagements internes. L'abside a été réalisée dans un dernier temps. L'édifice a connu deux périodes dans son histoire et a été utilisé durant une longue période.
Le nom d'Astérius figure sur une inscription en réemploi sur une marche. Astérius n'était pas le nom du défunt qui occupait le tombeau. Un crâne est retrouvé sous le pavement de mosaïque. Un tombeau a été aménagé après cette mosaïque. La construction de l'édifice n'est pas antérieure au Ve siècle selon l'étude paléographique des inscriptions en réemploi.
Lors des fouilles, les archéologues ont trouvé sous la mosaïque trois monnaies de Maurice Tibère,, datées du second état de l'édifice. La sépulture d'Astérius, violée à une époque indéterminée, a cependant livré un crâne. L'édifice est daté d'après 586-587 selon Liliane Ennabli.
Le monument est réparé jusque sous le règne d'Héraclius. Selon Noël Duval, le baptistère et l'installation souterraine peuvent être liés à une occupation du temps de l'époque vandale, où les ariens avaient pris le contrôle des édifices. Le site aurait été modifié et décoré de façon plus riche à une époque ultérieure.

### Histoire moderne et redécouverte du site

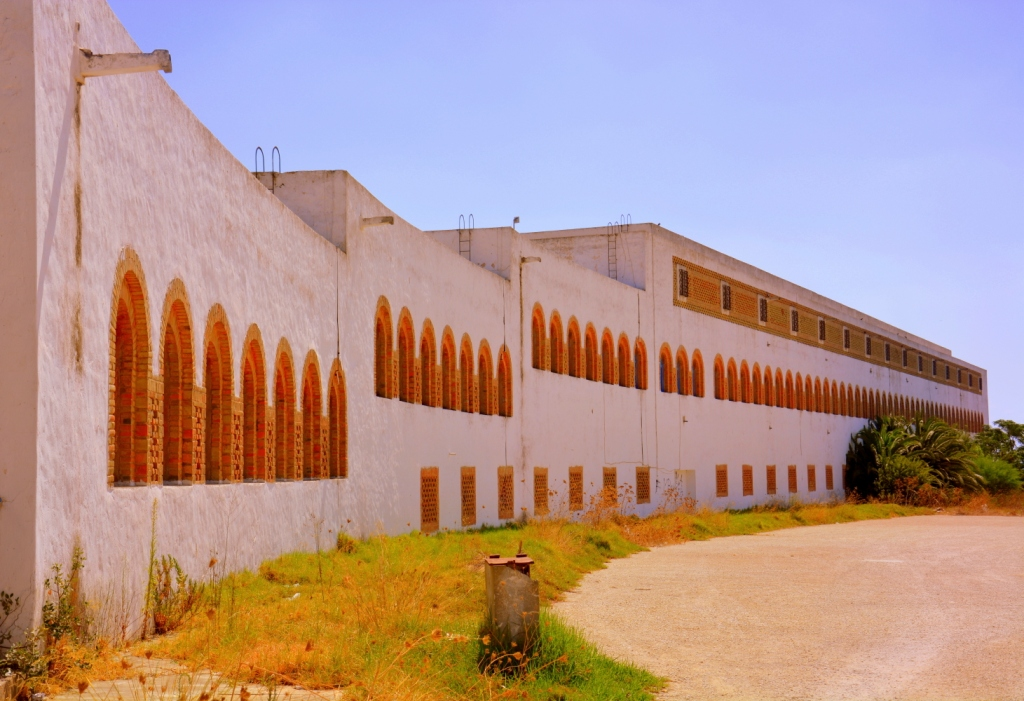
Lycée de Carthage.

La chapelle est découverte en décembre 1950 en même temps que d'autres sépultures paléochrétiennes lors de travaux préalables à la construction d'une villa dans un lotissement entre le lycée de Carthage et la Fontaine aux mille amphores. L'édifice concerné est la découverte la plus monumentale effectuée alors et se trouve dans « un état de conservation exceptionnel ». L'emplacement est peut-être désormais occupé par le lycée selon François Baratte.
La fouille est très partielle car sont alors dégagés quatre tombes, des épitaphes et un fragment d'enceinte. L'une des tombes est pourvue d'un décor stuqué presque disparu, une autre possède un sarcophage en marbre contenant un cercueil en plomb et deux chapelles funéraires souterraines de plan similaire ont été retrouvées.

Plan du parc archéologique des thermes d'Antonin avec la localisation actuelle de la chapelle (no 1).

Outre la chapelle d'Astérius, celle dite de Rédemptus est fouillée en avril 1955. Rédemptus, économe de « la cinquième région ecclésiastique de Carthage », est mort dans la seconde moitié du VIe siècle.
La chapelle d'Astérius, la mieux conservée mais condamnée à être détruite pour l'édification du lycée, est déplacée ; les éléments de décor sont plus précisément replacés dans un bâtiment de plan similaire édifié dans le parc archéologique des thermes d'Antonin. L'édifice est reconstitué dans le parc au début de l'année 1951 par le service d'architecture de la direction des Antiquités et arts de la Tunisie sous la direction d'Alexandre Lézine,.
Le complexe cultuel est fouillé en 1955-1956, en dépit de destructions ayant eu lieu avant les recherches archéologiques. Des éléments souterrains construits dans le tuf étaient encore présents. Ces éléments réutilisaient parfois des constructions préexistantes comme des citernes.

## Description de l'édifice et vestiges actuels
L'édifice est une chapelle funéraire paléochrétienne. Les dimensions du monument sont proportionnées au pied romain.

### Architecture

#### Caractères généraux
L'édifice a « la forme d'une église en réduction ». La chambre funéraire est haute de 2 m et a la forme d'un trapèze de 2,92 m-3,96 m sur 2,42 m-2,46 m.

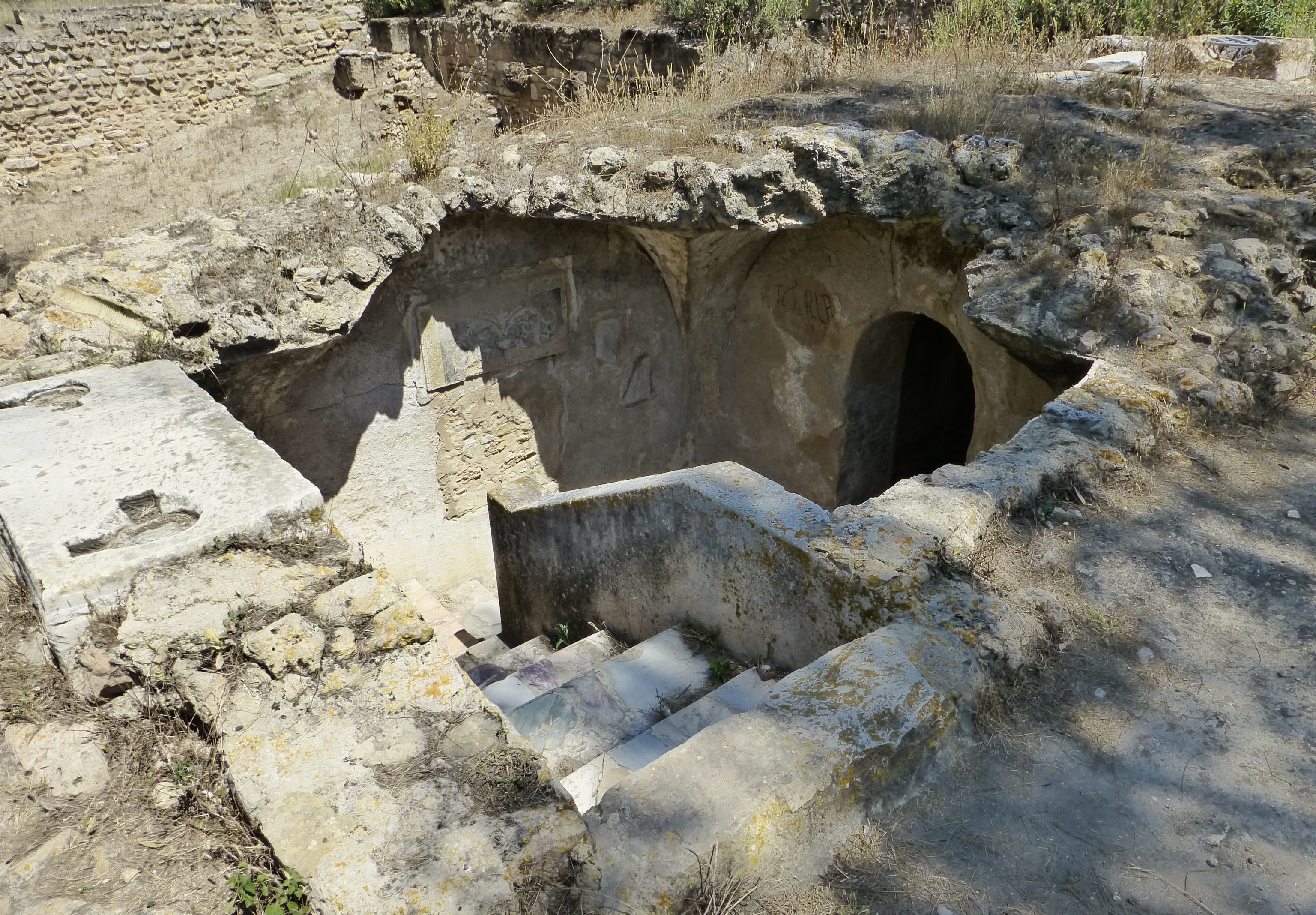
Panorama de la chapelle (vue extérieure).

La chapelle était creusée dans la roche, du tuf, avec un rajout de maçonnerie et une voûte constituée de moellons. Un escalier coudé permettait d'accéder à l'édifice qui était semi-souterrain, à 1,50 m sous le niveau du sol. L'escalier a été maçonné.

Plan de la chapelle.

La chapelle comporte une salle voûtée et une abside orientée au sud-est et élevée de 16 cm par rapport au reste de la pièce. Elle est petite, 4,20 m sur 2,45 m pour une dimension totale de 6,60 m sur 3 m, l'extrados de la voûte s'élevant à 2 m. Le passage mesure 1,04 m et la salle est de forme trapézoïdale. Les murs sont hauts de 1,36 m et 1,66 m. Le mur nord-est de la salle principale mesure 3,06 m alors que le mur sud-ouest fait 2,92 m. Les autres côtés font pour leur part 2,42 m et 2,46 m.

#### Pièce principale et abside

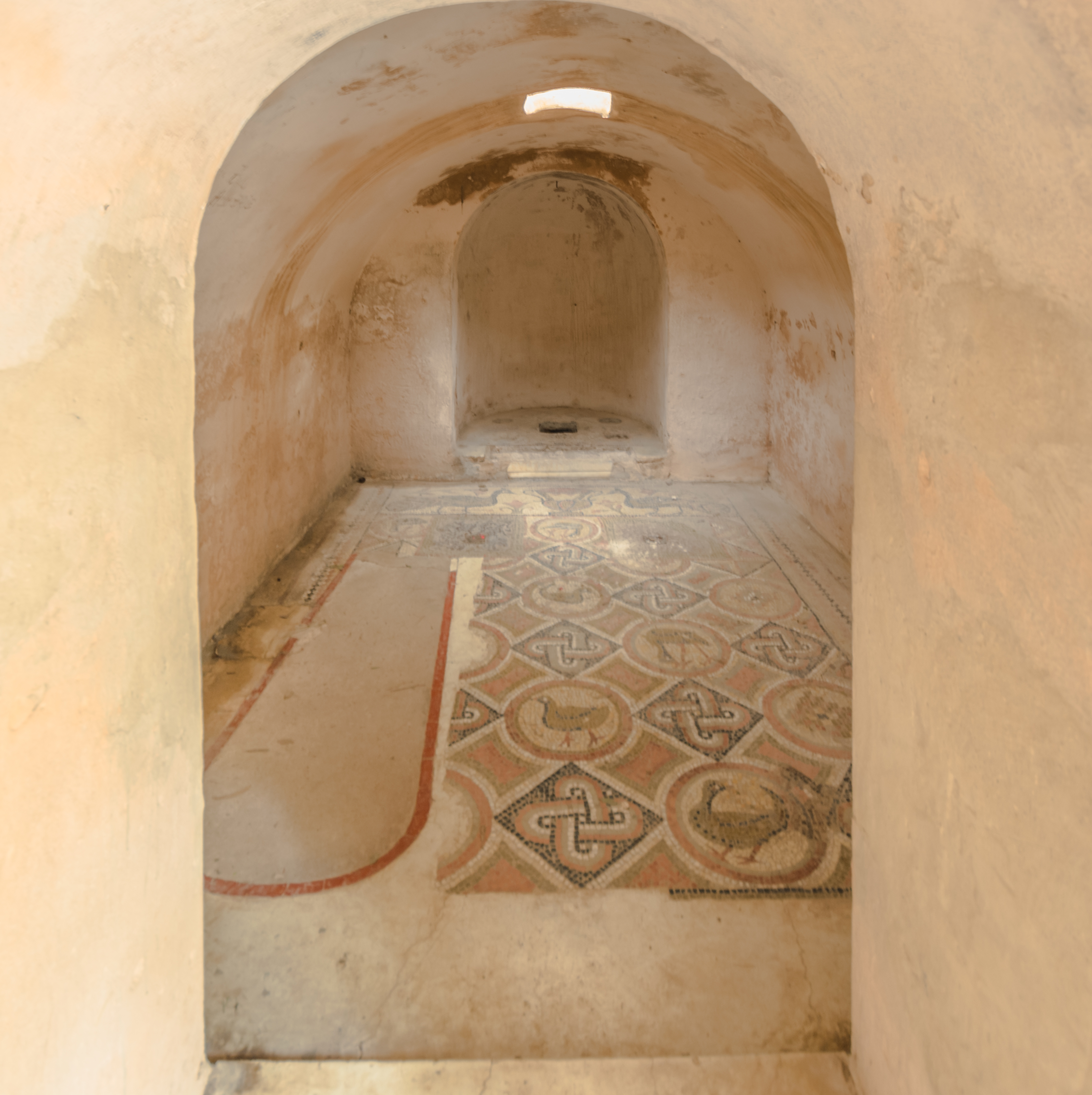
Nef et abside au fond.

L'abside orientée sud-est est en cul-de-four. En forme de « demi-ellipse », elle mesure 1,23 m sur une largeur de 1,17 m avec une marche en marbre. L'abside comporte un autel au-dessus d'un reliquaire, et le chancel est conservé tout comme l'emplacement des pieds de l'autel, et il sépare le quadratum populi et le presbyterium. Le loculus qui conservait le reliquaire est retrouvé vide et les colonnettes destinées à soutenir l'autel mesurent environ 15 cm de diamètre.
L'abside, qui possède environ l'orientation des decumani de la trame de la ville antique, est surélevée de 0,17 m environ par rapport à la nef et le plafond est haut de 1,73 m au maximum.
Un chancel figé dans la sol au moyen de deux poteaux séparait la pièce principale en deux parties. La trace de l'incrustation est conservée dans la mosaïque. Le chancel constituait la limite de deux mosaïques.

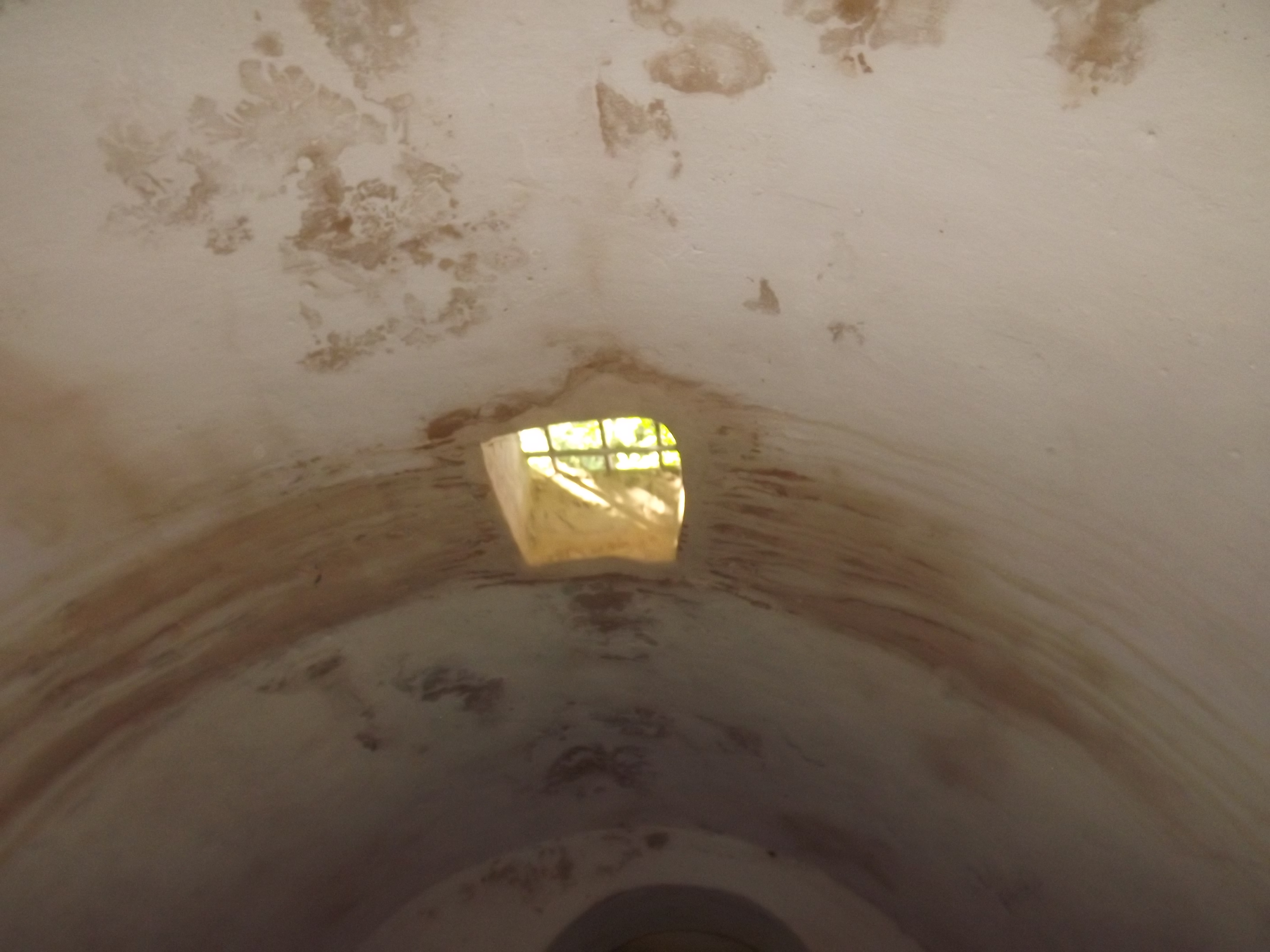
Plafond de la chapelle.
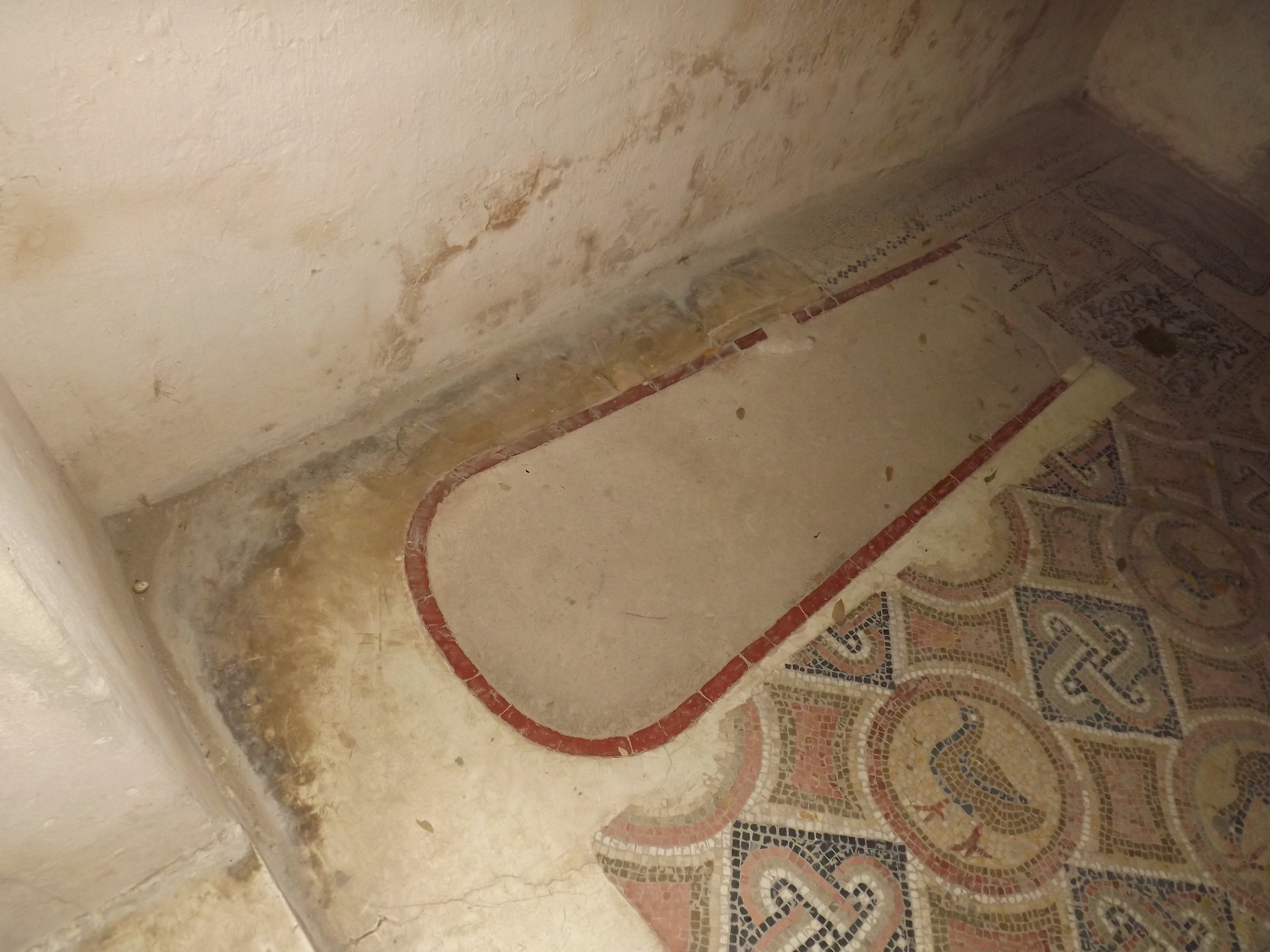
Vue générale de l'emprise du tombeau.

#### Tombeau
La sépulture, située sur le côté et mesurant 1,90 m sur 0,62 m, est couverte au moyen de cinq dalles, ; l'épitaphe avait disparu lors de la découverte. La tombe mesure 0,62 m du côté de la tête et 0,44 m à l'extrémité opposée. Un crâne y est retrouvé, et une mosaïque a recouvert la tombe.

### Décor: mosaïques et carreaux de terre cuite

#### Caractères généraux
La chapelle a un décor soigné, des peintures murales et des mosaïques avec des oiseaux dans des médaillons avec des coloris assez pauvres et avec des losanges. Les parois étaient pourvues de stucs et de peintures.

#### Mosaïques

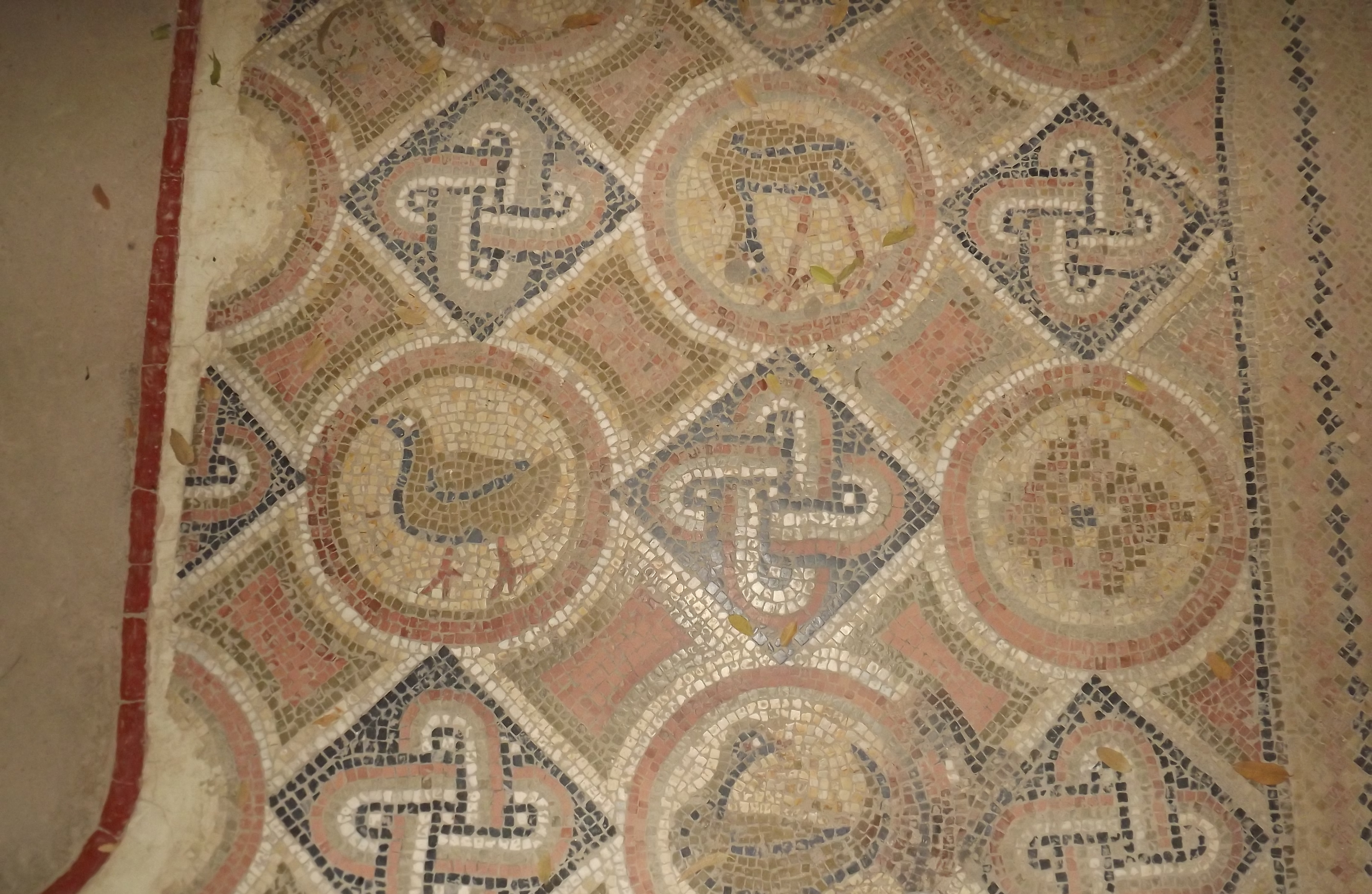
Détail de la mosaïque de la pièce principale.

La mosaïque principale comporte des éléments circulaires de 0,35 m de diamètre et des carreaux de 0,25 m à 0,30 m de diamètre. Des quadrilatères sont présents. Des oiseaux, échassiers ou poules, ou des décors de type de « diamants » ornent les médaillons circulaires, alors que les médaillons en forme de carreaux comportent un nœud de Salomon. La bordure est en forme de damier. La mosaïque, endommagée par l'installation d'une tombe, était installée sur un béton de chaux. Des fragments de mosaïque géométrique ont été retrouvés lors des fouilles, et correspondent peut-être au premier état du décor peint présent sur les murs. La mosaïque actuelle n'est peut-être pas « contemporain[e] de la construction du bâtiment » ; la mosaïque la plus récente est datée par les monnaies de l'empereur Maurice : la datation tardive peut être confirmée par la forme des tesselles, les matériaux et les coloris, comparables à des éléments byzantins identifiés dans les thermes d'Antonin. Une dalle signalait peut-être le tombeau, comme dans la chapelle de Rédemptus. Une inscription fragmentaire retrouvée lors fouilles appartenait peut-être à cette dalle et signalait une indiction byzantine.
Des crochets, destinés à suspendre un dispositif d'éclairage, ont été retrouvés sur les murs.
Le vestibule contient une mosaïque de mer poissonneuse sur fond blanc représentant entre autres « un dauphin, un rouget, un coquillage, une torpille et les restes d'une méduse », alors que la pièce principale contient des motifs d'oiseaux et géométriques.

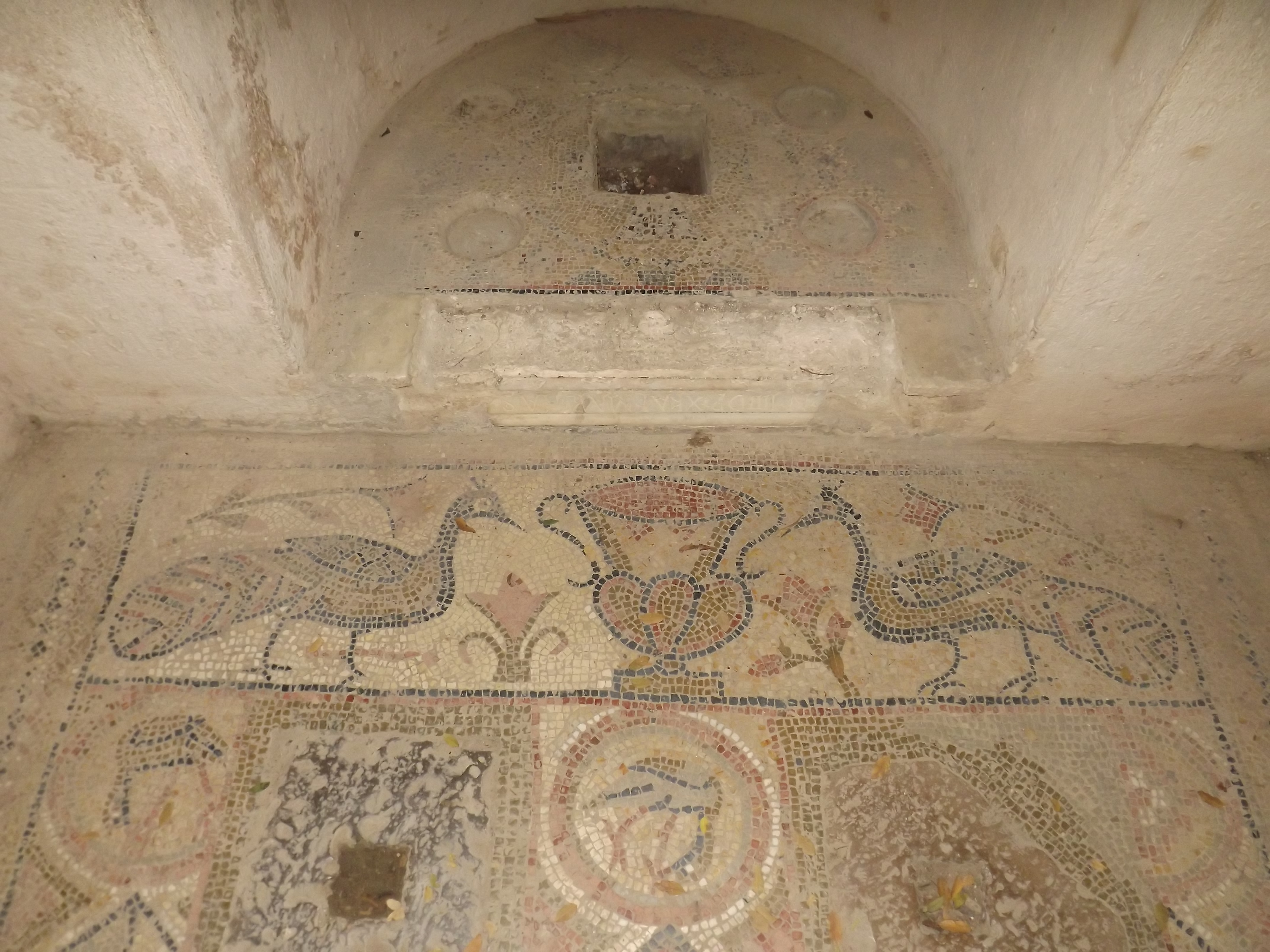
Mosaïque des deux paons affrontés.

Après le chancel se trouve un secteur de 1,84 m sur 0,42 m avec un « décor […] banal ». Une mosaïque comporte deux paons autour d'un cratère,. Le décor comporte des fleurons et fleurs stylisées.
Les marches d'accès à l'abside étaient ornées de marbre et d'inscriptions. Les éléments de marbre étaient du réemploi, soit deux morceaux d'une architrave et deux éléments provenant d'une plaque funéraire. L'abside comportait une mosaïque à fond blanc avec un médaillon contenant une croix de Malte autour duquel se trouvaient des emplacements destinés à des colonnettes devant porter une table d'autel, dont deux ont été dégagés lors des recherches archéologiques. Un reliquaire était présent dans un loculus violé à une époque indéterminée. Un pavement antérieur en marbre est retrouvé.

#### Enduits peints
La voûte a conservé des traces d'enduit peint, un fond bleu et des dessins en rouge. Les parois possédaient également des enduits. Le décor d'enduit est réalisé à deux reprises : d'abord avec une dominante bleue « une imitation de marbre » et ensuite une base rouge.
L'abside n'avait pas de décor peint sur les murs.

### Artefacts architecturaux ou autres

#### Fragments d'architecture

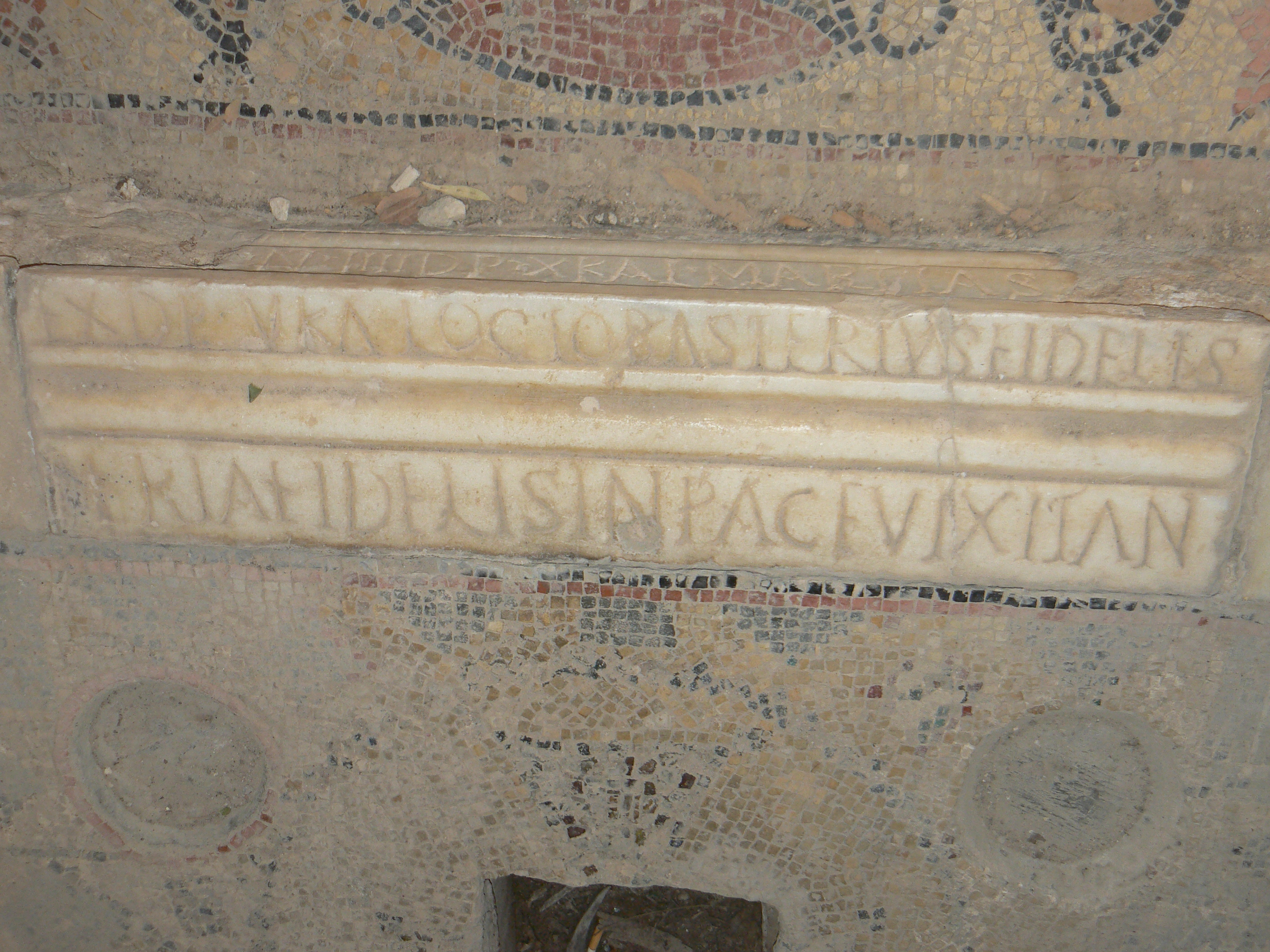
Inscription d'Astérius.

Divers éléments architecturaux ont été retrouvés lors des fouilles : un couronnement de pilier, un corbeau, des fragments d'architrave, deux colonnettes de marbre blanc dont un élément était présent in situ dans l'abside,. Un autre élément de réemploi figurait peut-être un symbole chrétien.
Des fragments d'épitaphes ont été retrouvés en réemploi dans l'emmarchement de l'abside : vixit annis sex, d(e)p(ositus) V kal(endas) octob(res). Asterius fidelis.... Le nom d'Astérius est connu en milieux juif et chrétien et sert à désigner l'édifice « dans les premières publications ».
D'autres fragments d'épitaphes sont présents dont l'une est située sur le côté supérieur de la marche. D'autres inscriptions fragmentaires ont été retrouvées dans les déblais lors des fouilles.

#### Autres éléments de décor ou traces d'équipements
Les archéologues ont également relevé des entailles ayant pu servir à installer un système de rideaux. La voûte a livré des crochets ayant pu servir à installer des lampes à huile. Les archéologues ont retrouvé dans l'abside un crochet destiné à installer également une lampe à huile.
Dans la chapelle des carreaux de céramique répandus à l'époque byzantine, soit au VIe siècle, ont été dégagés.

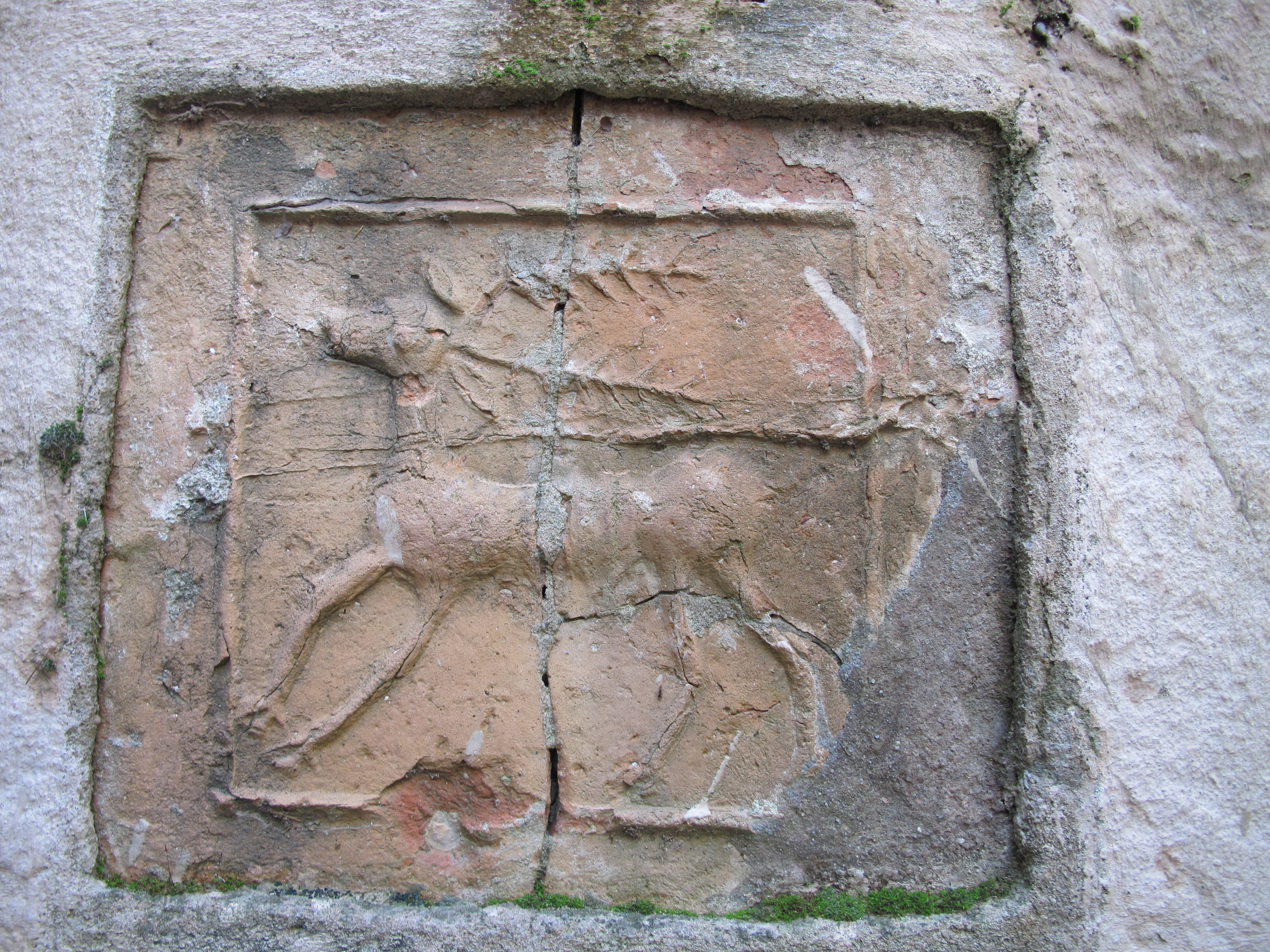
Carreau de céramique avec décor d'un cerf.
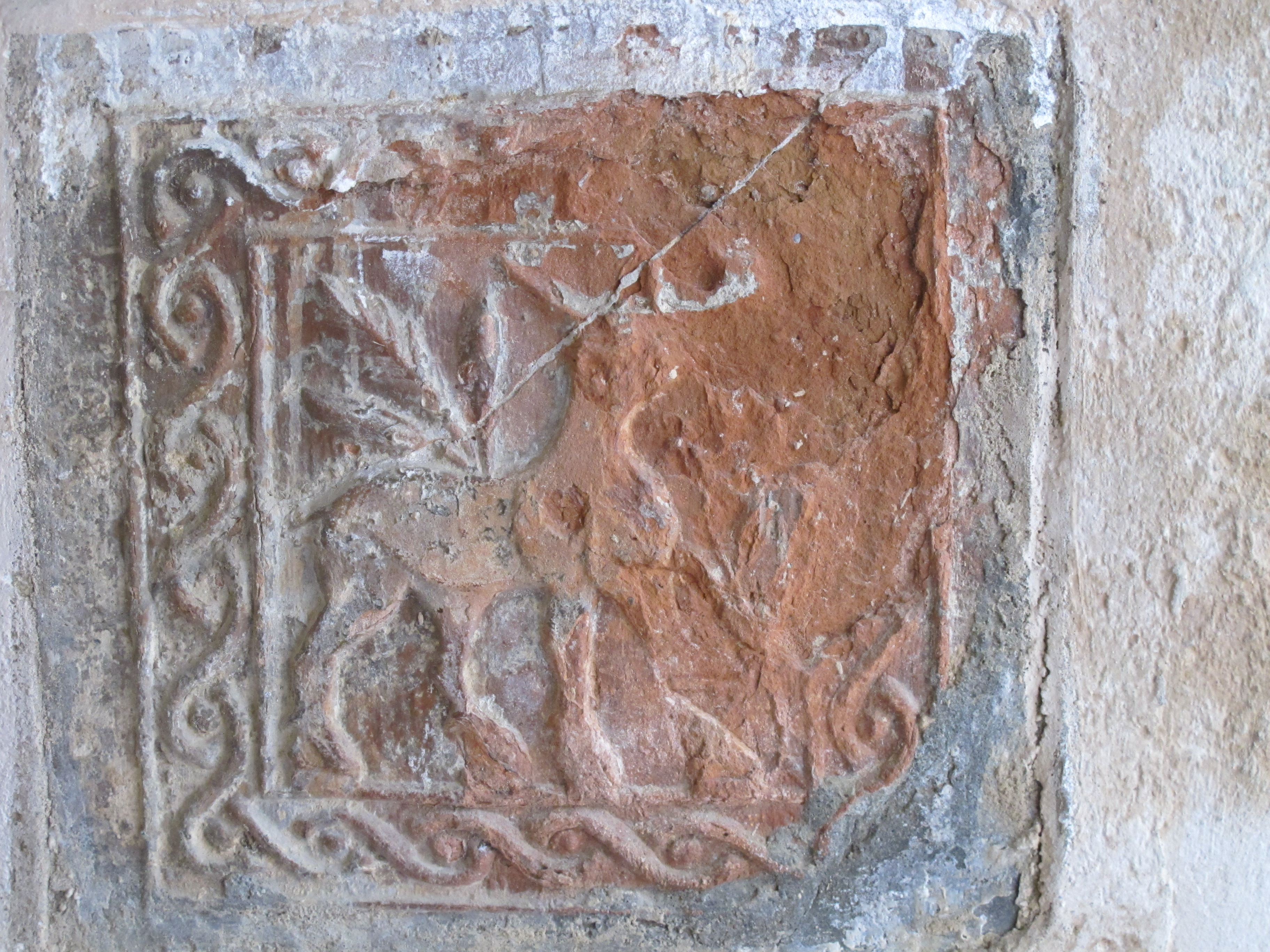
Carreau de céramique.

## Interprétation

### Identification fautive
Le nom de l'édifice provient d'une inscription utilisée en réemploi dans les marches d'accès à l'abside, Astérius n'étant pas le nom du défunt enterré dans l'édifice funéraire.

### Chapelle funéraire
L'édifice est « une petite église installée dans un caveau privé ou […] une tombe placée dans une chapelle souterraine ». Les tombes sont de plan carré ou rectangulaire voire des rotondes. Les chapelles à absides pouvaient abriter des sépultures collectives.
L'édifice, qui a la forme d'une « basilique en réduction »,, est, comme la chapelle de Rédemptus, une chapelle funéraire, un type inconnu jusqu'alors en Afrique romaine. L'intérêt est sa datation précise. La chapelle d'Astérius possède un plan « à peu près identique » à cette autre chapelle : une nef d'environ 3 m de côté et une abside. Dans la chapelle de Rédemptus, l'accès est par contre latéral et le tombeau est axial, non sur le côté du monument. L'orientation est différente dans la chapelle d'Asterius, mais commandée par la trame urbaine de Carthage.

### Édifice au caractère complexe
L'étude de la chapelle a permis de mettre en évidence l'existence d'un autel dans l'abside, connu déjà dans certains édifices des Balkans, de Pécs et de Salone qui sont cependant des martyria où aucun culte n'est rendu au défunt inhumé. Le reliquaire localisé dans l'abside est là pour protéger le défunt. La présence de reliques est bien attestée dans les inscriptions funéraires africaines.
Quand l'édifice était assez grand, un usage liturgique était possible et son caractère était « complexe » : la chapelle d'Astérius comme celle de Rédemptus présente selon Noël Duval et Alexandre Lézine « un type beaucoup plus évolué de chapelle funéraire qui les apparente à de véritables églises, sans qu'[elles] perdent le caractère privé du simple mausolée ».

#### Ouvrages généraux
- François Baratte, Fathi Béjaoui, Noël Duval, Sarah Berraho, Isabelle Gui et Hélène Jacquest, Basiliques chrétiennes d’Afrique du Nord, Bordeaux, Ausonius, coll. « Inventaire des monuments de la Tunisie » (no II), 2014, 319 p. (ISBN 978-2-35613-118-8). .
- Azedine Beschaouch, La légende de Carthage, Paris, Gallimard, 2001, 176 p. (ISBN 2-07-053212-7).
- Abdelmajid Ennabli, Carthage : les travaux et les jours, Paris, CNRS Éditions, 2020, 493 p. (ISBN 978-2-271-13115-7). .
- Abdelmajid Ennabli, Georges Fradier et Jacques Pérez, Carthage retrouvée, Tunis/Paris, Cérès/Herscher, 1995, 151 p. (ISBN 9973-19-055-6).
- Abdelmajid Ennabli et Hédi Slim, Carthage le site archéologique, Tunis, Cérès, 1993. .
- Liliane Ennabli, Carthage chrétienne, Tunis, Agence de mise en valeur du patrimoine et de promotion culturelle, 2000, 87 p. (ISBN 978-9973917355).
- Liliane Ennabli, Carthage, une métropole chrétienne du IVe à la fin du VIIe siècle, Paris, CNRS, 1997, 179 p. (ISBN 2-271-05402-8, lire en ligne). .
- Liliane Ennabli, Les inscriptions funéraires chrétiennes de Carthage. III. Carthage intra et extra muros, Rome/Paris, Publications de l'École française de Rome, 1991, 397 p. (ISBN 2-7283-0202-2, lire en ligne).
- Colette Picard, Carthage, Paris, Les Belles Lettres, 1951, 101 p.
- Hédi Slim et Nicolas Fauqué, La Tunisie antique : de Hannibal à saint Augustin, Paris, Mengès, 2001, 259 p. (ISBN 978-2-85620-421-4).
- Hédi Slim, Ammar Mahjoubi, Khaled Belkhodja et Abdelmajid Ennabli, Histoire générale de la Tunisie, vol. I : L'Antiquité, Paris, Maisonneuve et Larose, 2003, 460 p. (ISBN 978-2-7068-1695-6).

#### Articles généraux
- Noël Duval, « Carthage : les monuments de culte chrétien et les cimetières », dans Gabriel Camps (dir.), Encyclopédie berbère, vol. 12 : Capsa – Cheval, Aix-en-Provence, Édisud, 1993 (ISBN 2-85744-581-4, lire en ligne), p. 1804-1812.
- Noël Duval, « Études d'architecture chrétienne nord-africaine », Mélanges de l'École française de Rome, vol. 84-2,‎ 1972, p. 1071-1172 (lire en ligne, consulté le 4 avril 2020). .
- Noël Duval et Alexandre Lézine, « Nécropole chrétienne et baptistère souterrain à Carthage », Cahiers archéologiques, vol. X,‎ 1959, p. 71-147 (ISSN 0068-4945).
- Susan Stevens, « Sépultures tardives intra-muros à Carthage », dans L'Afrique du Nord antique et médiévale : monuments funéraires, institutions autochtones : VIe colloque international sur l'histoire et l'archéologie de l'Afrique du Nord (Pau, octobre 1993), Paris, Comité des travaux historiques et scientifiques, 1995 (OCLC 1158409539), p. 207-218.

#### Travaux sur la chapelle
- Noël Duval et Alexandre Lézine, « La chapelle funéraire souterraine dite d'Astérius, à Carthage », Mélanges de l'École française de Rome, vol. 71,‎ 1959, p. 339-357 (lire en ligne, consulté le 4 avril 2020). .